# 自由都市

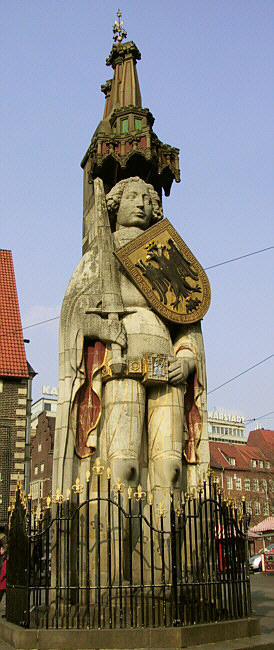
ブレーメン市庁舎前のローラン像
大司教のドームをにらみ、ブレーメン市民の自由を訴えている。

自由都市（じゆうとし、ドイツ語: Freistadt、Freie Stadt ）とは、第一義に、中世ドイツにおいて形成された都市の一形態である。のちに帝国やそれに順ずるような支配勢力から自立性を強めた帝国都市と同義になっていき、帝国自由都市とも称された。
第二には、そのようなドイツ起源の自由都市との間に比較的の共通性をもつ、ヨーロッパ文化圏以外の中世都市。

## ヨーロッパの自由都市

### 歴史
自由都市とは本来、司教都市の中で司教や大司教の統制から脱して皇帝直属の地位を得た都市が、貢納や軍役の義務を負う他の帝国都市と異なり貢納や軍役などから自由であったことを意味していた。この点で、自由都市と帝国都市は別個の概念であった。しかし、帝国都市の勃興と皇帝権の低下に伴い帝国都市に課されていた義務も形骸化し、自由都市と帝国都市の差異が消失していった。このため、自立性の強い都市を総じて帝国自由都市と称するようになった。帝国自由都市は領邦と同等の地位にあり、帝国議会へ代表を派遣することができた。
16世紀半ばよりアウクスブルクの宗教和議などに見られるように、神聖ローマ帝国内での領邦君主の地位が強化され、領邦ごとの集権化が推進された。こうした中、各地域の領邦君主からの圧力で多くの帝国自由都市は権利を剥奪され、その自由を失っていった。
ナポレオンの征服下ではハンブルク、ブレーメン、リューベック、フランクフルト・アム・マインの4つの都市のみが自由都市としての地位を保った。このうち、ハンブルクとブレーメンは現在のドイツ連邦共和国でも独立した州として扱われており、その歴史的経緯を窺うことができる。

### 自由都市の一覧
- ドイツ
  - ケルン
  - ダンツィヒ
  - メーメル
  - ブレーメン
  - ハンブルク
  - リューベック
- イタリア
  - ジェノバ
  - ヴェネツィア
  - フィレンツェ
- フランス
  - コルマル

## 中世日本の自治都市
ヨーロッパの自由都市に似たものは日本にも存在した。福岡市の博多や大阪市の平野郷、堺、今井町がその典型的な例である。
博多は、室町時代を通じて年行司と呼ばれる12人の豪商の会議によって市政が運営され、日本史上において初めての自由都市であった。末吉孫左衛門などの豪商を輩出した大阪市の平野郷や堺と並び貿易都市として繁栄するが、それゆえに戦国時代には戦国大名の争奪の対象となり、九州・中国地方の諸大名により侵略と破壊を受けるも、豊臣秀吉の手で再び町人の自治都市として復興された。江戸時代には博多の那珂川対岸に黒田氏が福岡城とその城下町を整備し（福岡）、また黒田藩も博多の町人自治を広く認めたため、城下町・福岡と商いの街・博多とで機能分担する双子都市が成立した。その後、明治時代に福岡と博多は統合され福岡市となった。
貿易と銃器の生産で潤った堺では、36人の会合衆（えごうしゅう）による自治が行われ、防衛のための武装組織もあった。しかし、織田政権が成立すると自治は大きく制限されるようになり、織豊政権による直轄地化、さらに大坂城城下への強制移住によって自治都市としての歴史に幕が下ろされた。
また、今井町は浄土真宗の布教拠点として寺内町として成立し、織田信長に武装放棄させられ江戸幕末までの300年間、自治都市として発展することになる。周囲に環濠を巡らせ、9つの門を設け番屋を設置して町掟を決め自治自衛を徹底した。また17世紀後半、藩札と同じ価値のある独自の紙幣「今井札」を流通し繁栄した。